# ایتوکورتورمیت
ایتوکورتورمیت (به لاتین: Ittoqqortoormiit) یک منطقهٔ مسکونی در گرینلند است که در Sermersooq واقع شده‌است. ایتوکورتورمیت ۴۵۲ نفر جمعیت دارد. این جزیره کوچک ایسلندی، واقعاً سبز و باطراوت است در حالیکه در اطراف آن، گرینلند واقعاً سرد و یخبندان است. ایتوکورتورمیت جمعیت بسیار کمی دارد و ماهیگیران و شکارچیان مجبور نیستند طعمه خود را با افراد زیادی شریک شوند.

## خواهرخوانده
شهرهای آلبورگ و Dalvík خواهرخوانده‌های ایتوکورتورمیت هستند.